# ミティラー 2太陽光発電所
ミティラー 2太陽光発電所は、ネパールのマデシ州のダヌシャ郡にある10MWの太陽光発電所。このプラントは、エコパワー会社が所有および運営している。 プラントは2021年2月に稼働した 。 
プラントは約40ビガの土地（約26.5ヘクタール）の面積を占めている。ステーションには、28,504枚のソーラーパネルと、660DCをACに変換するための3つのインバーターがある。プロジェクトによって生成されたエネルギーは、ダルケバー変電所に接続されている 。発電された電力は、kWhあたり7.30NPRの割合でネパール電力公社に販売される 。